# Manuela Vellés
Manuela Vellés Casariego (Madrid, 16 de enero de 1987) es una actriz y cantante española conocida principalmente por su participación en series de televisión y películas españolas.

## Biografía
Manuela Vellés proviene de una familia de artistas, escritores y diseñadores, y sus padres son arquitectos. Comenzó sus estudios interpretativos en el teatro asistiendo a la escuela del argentino Juan Carlos Corazza, en el curso "Teatro para Jóvenes”. Continuó su formación con Jorge Eines, Augusto Fernandes y Fernando Piernas. Más tarde, en 2010, estudió en The Acting School of London.
Además de su carrera como actriz, ha desarrollado en paralelo su talento musical, interpretando canciones en varias películas y series, y componiendo temas propios con su guitarra.
Manuela tiene una relación con el productor Ibon Cormenzana, con quien tiene dos hijos, un niño y una niña.

## Trayectoria profesional
Debutó en el cine en 2007, de la mano de Julio Medem cuando la seleccionó en un casting para ser la protagonista de Caótica Ana, poniéndose por primera vez ante una cámara en el papel de Ana. Posteriormente, participó en Camino, interpretando el papel de Nuria, la hermana mayor de la protagonista.
Después de su debut cinematográfico, consiguió su primer papel regular como secundaria en la serie de Antena 3 La chica de ayer, basada en la británica Life on Mars. En 2009 se incorporó al reparto de la tercera temporada de la telenovela de Televisión española La Señora.
En 2010 estrena una de las producciones por las que más reconocimiento recoge; Hispania, la leyenda. Vellés interpretó a Elena durante las tres temporadas de la serie. Ese mismo año también estrena la miniserie La piel azul dirigida por Gonzalo López-Gallego, y las películas Secuestrados de Miguel Ángel Vivas, y Retornos de Luis Avilés.
En 2012, tras el final de Hispania, Vellés se centró en su carrera en el cine, formando parte del elenco de producciones como Buscando a Eimish (2012), Al final todos mueren (2013), La novia (2015) de Paula Ortiz y Muse (2017) de Jaume Balagueró, entre muchas otras. En 2014 se incorporó al reparto de la serie de época Velvet. Vellés interpretó durante las tres primeras temporadas de la serie a Luisa Rivas, aunque en la tercera temporada solamente apareció como estrella invitada en un episodio.
En 2015 participó en el montaje teatral El burlador de Sevilla, del dramaturgo Tirso de Molina y dirigida por Darío Facal. En 2017 volvió a ponerse a las órdenes de Facal en la obra Punk&Love, que protagonizó junto a Daniel Grao. En 2019 fue una de las protagonistas de la serie original de Netflix Alta mar, interpretando a Sofía Plazaola, manteniéndose en el reparto durante las dos primeras temporadas. En 2020 participó en la serie de Televisión Española El Ministerio del Tiempo. En junio de 2021 comenzó el rodaje de la película Culpa, de Ibon Cormenzana.

### Carrera como cantante
Además de actriz, Manuela también ha explorado su faceta de cantante dando diversos conciertos a lo largo de la geografía española. A mediados de 2018 lanzó de su primer álbum «Subo, bajo», que mezcla un estilo pop folk. En el disco colaboró con La Pegatina, con el tema «Bailemos».

## Filmografía

### Televisión
| Año         | Título                    | Personaje                              | Canal             | Notas         |
| ----------- | ------------------------- | -------------------------------------- | ----------------- | ------------- |
| 2008        | Amar en tiempos revueltos | Belle                                  | TVE               | 2 episodios   |
| 2009        | La chica de ayer          | Rosa de Santos                         | Antena 3          | 7 episodios   |
| 2009 - 2010 | La Señora                 | Carlota de Castro Santibáñez           | TVE               | 7 episodios   |
| 2010        | La piel azul              | Sophie                                 | Antena 3          | 2 episodios   |
| 2010 - 2012 | Hispania, la leyenda      | Helena                                 | Antena 3          | 20 episodios  |
| 2012        | Infames                   | Irene Simón / Isabel Rouge             | Cadenatres        | 130 episodios |
| 2014 - 2015 | Velvet                    | Luisa Rivas                            | Antena 3          | 30 episodios  |
| 2019        | Alta mar                  | Luisa Castro Bermúdez / Sofía Plazaola | Netflix           | 13 episodios  |
| 2020        | El Ministerio del Tiempo  | Carolina Bravo Mendoza                 | TVE               | 3 episodios   |
| 2022        | Historias para no dormir  | Daniela                                | Prime Video       | 1 episodio    |
| 2023        | Memento mori              | Martina                                | Prime Video       |               |
| 2023        | Citas                     | Mimi                                   | Prime Video y TV3 |               |

### Cine
| Año  | Título                | Personaje      | Director              |
| ---- | --------------------- | -------------- | --------------------- |
| 2007 | Caótica Ana           | Ana            | Julio Medem           |
| 2008 | Camino                | Nuria          | Javier Fesser         |
| 2010 | Secuestrados          | Isa            | Miguel Ángel Vivas    |
| 2010 | Retornos              | Mar            | Luis Avilés           |
| 2012 | Buscando a Eimish     | Eimish         | Ana Rodríguez Rosell  |
| 2013 | Somos gente honrada   | Julia          | Alejandro Marzoa      |
| 2013 | Al final todos mueren | Noelia         | Varios directores     |
| 2015 | La novia              | Muchacha       | Paula Ortiz           |
| 2015 | Lobos sucios          | Candela        | Simón Casal de Miguel |
| 2017 | Las siete muertes     | Clara          | Gerardo Herrero       |
| 2017 | Musa                  | Beatriz Dagger | Jaume Balagueró       |
| 2018 | Alegría, tristeza     | Luna           | Ibon Cormenzana       |
| 2019 | La influencia         | Alicia         | Denis Rovira          |

### Teatro
| Año  | Título                 | Personaje | Director          |
| ---- | ---------------------- | --------- | ----------------- |
| 2012 | Amor Casual            | Manuela   | Nicolás Casariego |
| 2015 | El burlador de Sevilla | Tisbea    | Darío Facal       |
| 2017 | Punk&Love              | Daniela   | Darío Facal       |

## Discografía

### Álbumes de estudio
- «Subo, bajo» (2018)

### Sencillos
- 2018: «Amanezco cantando»
- 2018: «Balanceo»
- 2018: «No me busques más»

#### Colaboraciones
- 2018: «No me ves» (Banda Sonora de Alegría Tristeza)
- 2018: «Bailemos» (con La Pegatina)
- 2020: «Refugio» (con Valira)
- 2022: «Manuel Raquel» (con Tam Tam Go!)

## Premios y nominaciones
Premios Mestre Mateo
| Año  | Categoría                                  | Película     | Resultado |
| ---- | ------------------------------------------ | ------------ | --------- |
| 2010 | Mejor interpretación femenina protagonista | Retornos     | Nominada  |
| 2015 | Mejor interpretación femenina secundaria   | Lobos sucios | Nominada  |

Festival Internacional de Cortometrajes de Villarreal
| Año  | Categoría                     | Película              | Resultado |
| ---- | ----------------------------- | --------------------- | --------- |
| 2010 | Mejor interpretación femenina | El orden de las cosas | Ganadora  |

Festival Internacional de Cine Bajo la Luna Islantilla Cinefórum
| Año  | Categoría                                   | Película              | Resultado |
| ---- | ------------------------------------------- | --------------------- | --------- |
| 2010 | Premio Luna de Islantilla a la mejor actriz | El orden de las cosas | Nominada  |